# سیدنی رایبیگر
سیدنی رایبیگر (انگلیسی: Sidney Raebiger؛ زادهٔ ۱۷ آوریل ۲۰۰۵) بازیکن فوتبال اهل آلمان است. که در پست هافبک برای تیم لایپزیگ بازی می کند.